# Pohár mistrů evropských zemí 1967/1968
Sezóna 1967/68 byla 13. ročníkem Poháru mistrů evropských zemí. Jejím vítězem se stal anglický klub Manchester United FC, který získal svůj první titul v historii.
Bylo nově zavedeno pravidlo venkovních gólů, ale pouze v prvním kole. V dalších fázích rozhodovalo v případě rovnosti sečteného skóre rozhodující utkání na neutrální půdě. Na góly v prodloužení se pravidlo venkovních gólů nevztahovalo.

## První kolo
| Domácí v 1. zápase     | Celkem  | Hosté v 1. zápase | 1. zápas | 2. zápas |
| ---------------------- | ------- | ----------------- | -------- | -------- |
| Olympiakos Nicosia     | 3–5     | Sarajevo          | 2–2      | 1–3      |
| Manchester United FC   | 4–0     | Hibernians        | 4–0      | 0–0      |
| Celtic FC              | 2–3     | FK Dynamo Kyjev   | 1–2      | 1–1      |
| Górnik Zabrze          | 4–0     | Djurgården        | 3–0      | 1–0      |
| FC Basel 1893          | 4–5     | Hvidovre          | 1–2      | 3–3      |
| Ajax                   | 2–3     | Real Madrid       | 1–1      | 1–2      |
| Skeid                  | 1–2     | Sparta Praha      | 0–1      | 1–1      |
| Karl-Marx-Stadt        | 2–5     | RSC Anderlecht    | 1–3      | 1–2      |
| Dundalk FC             | 1–9     | Vasas Budapešť    | 0–1      | 1–8      |
| Valur                  | 4–41    | Jeunesse Esch     | 1–1      | 3–3      |
| Glentoran              | 1–12    | Benfica SL        | 1–1      | 0–0      |
| Saint-Étienne          | 5–0     | KuPS              | 2–0      | 3–0      |
| Beşiktaş JK            | 0–4     | Rapid Vídeň       | 0–1      | 0–3      |
| Eintracht Braunschweig | (kont.) | Dinamo Tirana     | –        | –        |
| Olympiakos Pireus      | 0–2     | Juventus FC       | 0–0      | 0–2      |
| Botev Plovdiv          | 2–3     | Rapid Bucureşti   | 2–0      | 0–3      |

1 Valur postoupil do další fáze díky více vstřeleným brankám na hřišti soupeře.
2 Benfica SL postoupila do další fáze díky více vstřeleným brankám na hřišti soupeře.

## Druhé kolo
| Domácí v 1. zápase | Celkem | Hosté v 1. zápase      | 1. zápas | 2. zápas |
| ------------------ | ------ | ---------------------- | -------- | -------- |
| Sarajevo           | 1–2    | Manchester United FC   | 0–0      | 1–2      |
| FK Dynamo Kyjev    | 2–3    | Górnik Zabrze          | 1–2      | 1–1      |
| Hvidovre           | 3–6    | Real Madrid            | 2–2      | 1–4      |
| Sparta Praha       | 6–5    | RSC Anderlecht         | 3–2      | 3–3      |
| Vasas Budapešť     | 11–1   | Valur                  | 6–0      | 5–1      |
| Benfica SL         | 2–1    | Saint-Étienne          | 2–0      | 0–1      |
| Rapid Vídeň        | 1–2    | Eintracht Braunschweig | 1–0      | 0–2      |
| Juventus FC        | 1–0    | Rapid Bucureşti        | 1–0      | 0–0      |

## Čtvrtfinále
| Domácí v 1. zápase     | Celkem | Hosté v 1. zápase | 1. zápas | 2. zápas |
| ---------------------- | ------ | ----------------- | -------- | -------- |
| Manchester United FC   | 2–1    | Górnik Zabrze     | 2–0      | 0–1      |
| Real Madrid            | 4–2    | Sparta Praha      | 3–0      | 1–2      |
| Vasas Budapešť         | 0–3    | Benfica SL        | 0–0      | 0–3      |
| Eintracht Braunschweig | 3–31   | Juventus FC       | 3–2      | 0–1      |

1 Juventus FC porazil Eintracht Braunschweig 1:0 v rozhodujícím utkání na neutrální půdě.

## Semifinále
| Domácí v 1. zápase   | Celkem | Hosté v 1. zápase | 1. zápas | 2. zápas |
| -------------------- | ------ | ----------------- | -------- | -------- |
| Manchester United FC | 4–3    | Real Madrid       | 1–0      | 3–3      |
| Benfica SL           | 3–0    | Juventus FC       | 2–0      | 1–0      |

## Finále
| 29. května 1968                                        |                |                 |                                                                             |
| Manchester United FC                                   | 4 – 1 (prodl.) | Benfica SL      | Stadion Wembley, Londýn diváci: 92 225 rozhodčí: Concetto Lo Bello (Itálie) |
| Bobby Charlton 53', 99' George Best 93' Brian Kidd 94' | Report         | Jaime Graça 75' | Stadion Wembley, Londýn diváci: 92 225 rozhodčí: Concetto Lo Bello (Itálie) |

## Vítěz
| Pohár mistrů evropských zemí 1967/68 Manchester United FC (1. titul) Alex Stepney, Shay Brennan, Bill Foulkes, Norbert Stiles, Tony Dunne, Pat Crerand, Bobby Charlton , George Best, Brian Kidd, David Sadler, John Aston Trenér: Matt Busby |